# Солотвинская поселковая община (Закарпатская область)
Солотвинская поселковая общи́на (укр. Солотвинська селищна громада) — территориальная община в Тячевском районе Закарпатской области Украины.
Административный центр — посёлок Солотвино.
Население составляет 35 294 человека. Площадь — 161,5 км².

## Населённые пункты
В состав общины входит 1 посёлок (Солотвино) и 8 сёл:
- Глубокий Поток
- Нижняя Апша
- Пещера
- Подишор
- Топчино
- Среднее Водяное
- Добрик
- Белая Церковь